# Nyando (district)
Nyando is een Keniaans district. Het district telt 299.930 inwoners (1999) en heeft een bevolkingsdichtheid van 257 inw/km². Ongeveer 3,9% van de bevolking leeft onder de armoedegrens en ongeveer 61,0% van de huishoudens heeft beschikking over elektriciteit.